# 布罗克帕语
布罗克帕语(དྲོག་པ་ཁ།, དྲོགཔ་ཁ།；威利转写：Dr˚okpakha；Dr˚opkha)是一种南部藏语，使用者人数约5千，主要分布在不丹东部塔希冈宗梅拉格窝和萨克腾格窝。布罗克帕语由放牧牦牛的部落使用。
“布罗克帕”（Brokpa）由“布罗克”（Brok）和“帕”（Pa）组成。藏语中，“Brok”意为牧场；“Pa”是区域居民称谓词，整个词指山区居民的语言。因为分布的原因，梅拉 Merak 和萨克滕 Sakteng 的布罗克帕有时也被称为 mera-sakteng-pa（“Merak 和 Sakteng 的人”），他们的语言为 mera-sakteng-kha（“Merak 和 Sakteng 的语言”）。
罗杰·布伦奇（Roger Blench）发现了一个语言群，称为“森格”（Senge）分布在西卡门县Dirang西北的3个村。
该语言主要在不丹东部塔拉希冈区的梅拉克和萨克滕的不丹格沃格人以及达旺和西卡门地区使用。Dondrup (1993:3)列出下列布罗克帕语村庄。
- 西卡门县
  - Lubrung
  - Dirme
  - Sumrang
  - Nyokmadung
  - Undra [7]
  - Sengedrong
- 达旺县
  - Lagam
  - Mago
  - Thingbu
  - Lakuthang
- 不丹
  - Sakteng
  - Merak

1981年人口普查时，达旺和西卡门地区共有1855名布罗克帕族。